# Philoros quadricolor
Philoros quadricolor là một loài bướm đêm thuộc phân họ Arctiinae, họ Erebidae.